# Moby Dick (film 1977)
Moby Dick (Moby-Dick) è un mediometraggio d'animazione televisivo del 1977 diretto da Richard Slapczynski. Basato sull'omonimo romanzo del 1851 di Herman Melville, il film fu prodotto dallo studio d'animazione australiano Air Programs International e trasmesso negli Stati Uniti in syndication.

## Trama
Nel 1841 un marinaio di nome Ishmael arriva nella città di New Bedford nel Massachusetts per trovare lavoro su una baleniera. Qui incontra il fiocinatore polinesiano Queequeg, con cui fa amicizia dopo un primo incontro teso. La mattina successiva i due si uniscono all'equipaggio del Pequod sotto il comando del capitano Achab. Per qualche tempo Achab rimane invisibile, lasciando il comando al primo ufficiale Starbuck, finché non appare finalmente per informare l'equipaggio che il suo obiettivo è la caccia l'uccisione di un leggendario capodoglio dalla pelle bianca di nome Moby Dick a causa del quale ha perso la gamba destra. Il capitano ha nascosto nella stiva il suo equipaggio personale, guidato dal parsi Fedallah, che fa intervenire al primo avvistamento del soffio di uno sfiatatoio. Tuttavia, Achab è ossessionato da Moby Dick e si dimostra disinteressato sia ad altre balene che alle sorti dell'equipaggio, lasciando soli gli uomini durante gli scontri con le balene e con una piovra e rifiutandosi di scendere a terra per rifornirsi di acqua fresca.
Dietro la minaccia di un ammutinamento, Achab permette a Ishmael e ad altri uomini di Starbuck di sbarcare a Giava per fare rifornimento senza però avvisarli che l'isola è abitata da pirati, così gli uomini sono costretti a tornare a mani vuote. Il Pequod si imbatte poi nella baleniera inglese Samuel Enderby, il cui capitano Boomer ha perso il braccio destro a causa di Moby Dick ma non nutre alcun rancore verso la balena. In seguito Ishmael si accorge che Queequeg, dopo aver salvato un marinaio caduto in acqua, ha la febbre alta e sembra moribondo, tanto da essersi fatto costruire una bara. Mentre il Pequod si dirige verso il Mar del Giappone viene investito da un imponente tifone e gli uomini meditano nuovamente di ammutinarsi per salvarsi, ma Achab riesce a far cambiare loro idea mentre la tempesta sta passando.
Achab infine avvista Moby Dick e il Pequd la insegue; all'operazione partecipa anche Queequeg, che nel frattempo è guarito. L'inseguimento di protrae per tre giorni, in ognuno dei quali Achab e la maggior parte dell'equipaggio scendono con le barche e attaccano la balena, lasciando Starbuck al comando della nave. Tuttavia, i primi due attacchi falliscono e durante il secondo Fedallah rimane avviluppato nelle cime e scompare. Durante il terzo attacco Achab e l'equipaggio scoprono che il cadavere di Fedallah, ancora impigliato nelle cime, è legato alla schiena di Moby Dick. Quest'ultimo attacca il Pequd e lo distrugge, quindi Achab attacca la balena con un ultimo arpione ma rimane anch'egli impigliato nella corda e viene trascinato in mare. Moby Dick infine muore a causa delle ferite, ma l'affondamento del Pequod provoca un vortice che risucchia sia la balena che le barche. L'unico sopravvissuto è Ishmael, che viene trovato dal Samuel Enderby mentre galleggia sulla bara di Queequeg.

## Cast vocale
Il cast vocale originale è composto da:
- Alistair Duncan
- Ron Haddrick
- Barbara Frawley
- Bevan Wilson
- Max Osbiston
- Peter Corbett

## Distribuzione

### Edizione italiana
L'edizione italiana del film fu trasmessa a partire dal 1980 su alcune televisioni locali. Il doppiaggio fu eseguito presso la SEDIF con la collaborazione dei doppiatori della CVD.

### Edizioni home video
Il film fu pubblicato in VHS in America del Nord nel 1986 dalla MGM/UA Home Video e in Italia nel 1990 dalla Fabbri Editori nella collana per l'edicola Avventure senza tempo (dove era abbinato a un albo illustrato tratto da esso). Successivamente è stato pubblicato in DVD-Video in Italia nel 2004 dalla Finson (con la sola traccia audio in italiano).